# Masca lui Tezcatlipoca

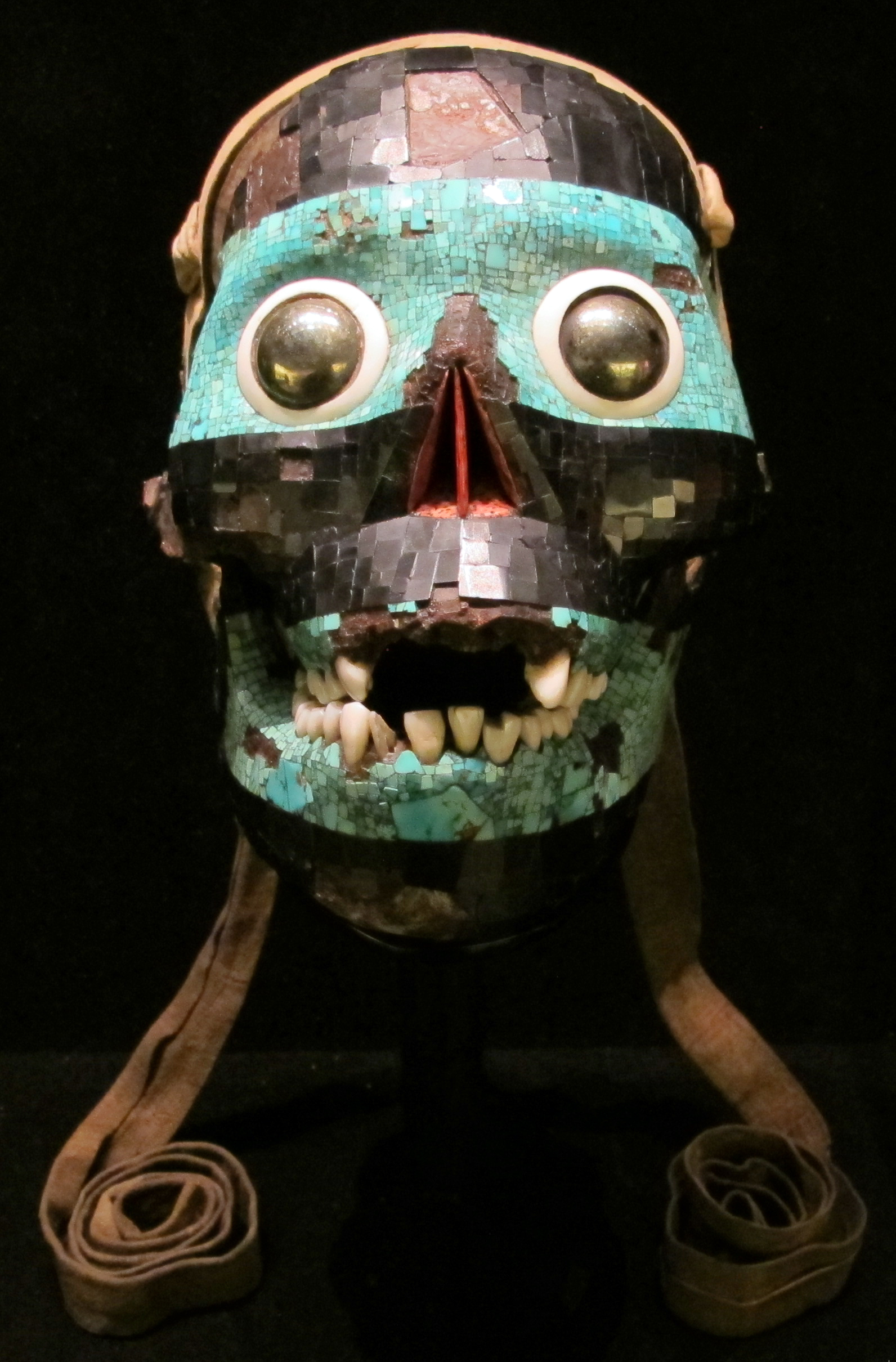
Masca lui Tezcatlipoca este expusă la British Museum din Londra, Anglia

Masca lui Tezcatlipoca este un craniu uman pe care au fost lipite mozaicuri de turcoaz albastru și lignit negru. Masca datează din secolele XV - XVI e.n. și este expusă în Camera 27 a Departamentului Africii, Oceaniei și al Americilor din British Museum din Londra, Anglia. Masca i-a fost dăruită lui Hernán Cortés de către Montezuma al II-lea.

## ZeulTezcatlipoca
Tezcatlipoca este deobicei asociat cu oglinzile de obsidian. El a fost o zeitate centrală în religia aztecă, unul din cei patru fii ai lui Ometeotl, el este asociat cu o gamă largă de concepte, inclusiv cu cerul nopții, vânturile din noapte, uragane, cu obsidianul, nordul, pământul, dușmănia, discordia, autoritatea, divinația, ispita, jaguarul, vrăjitoria, frumusețea, războiul și cu conflictele. Numele lui în limba Nahuatl este adesea tradus ca "oglindă fumătoare" și face aluzie la legătura sa cu obsidianul, materialul din care oglinzile au fost făcute în Mezoamerica și care era utilizat pentru ritualuri șamanice. 
El era reprezentat ca zeu de către un tânăr ales. Tânărul era tratat ca un adevărat zeu, însă la sfârșitul unui an el avea un sfârșit tragic. Era oferit ca ofrandă zeului pe care îl reprezenta, apoi era ales alt tânăr. Acest ritual se repeta în fiecare an.

## Descriereamăștii
Pe acest craniu uman au fost executate benzi de mozaicuri de turcoaz albastru și lignit negru. Ochii măștii sunt realizați din pirită și scoică, nasul fiind făcut tot dintr-o scoică.

## Galerie

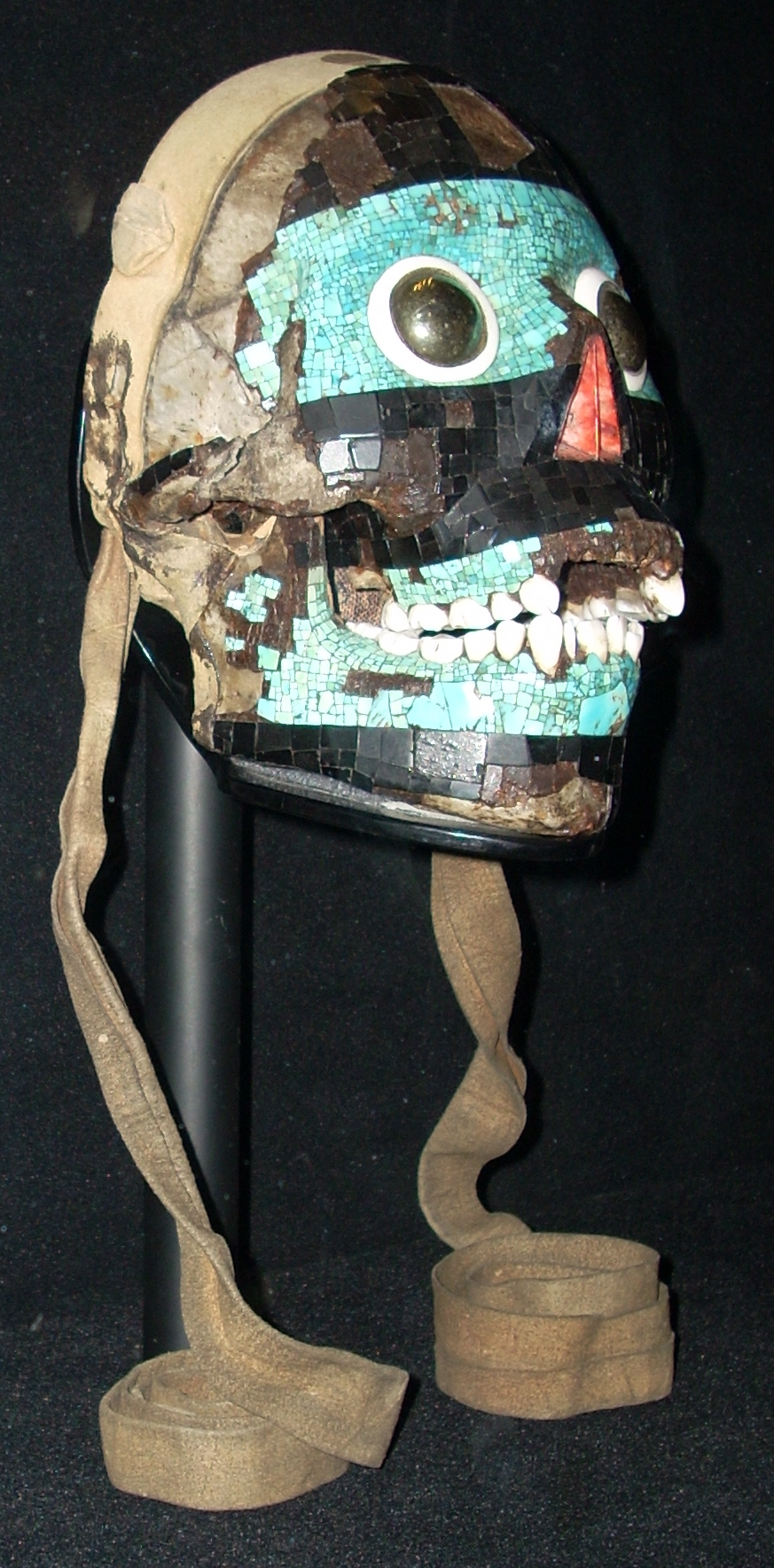
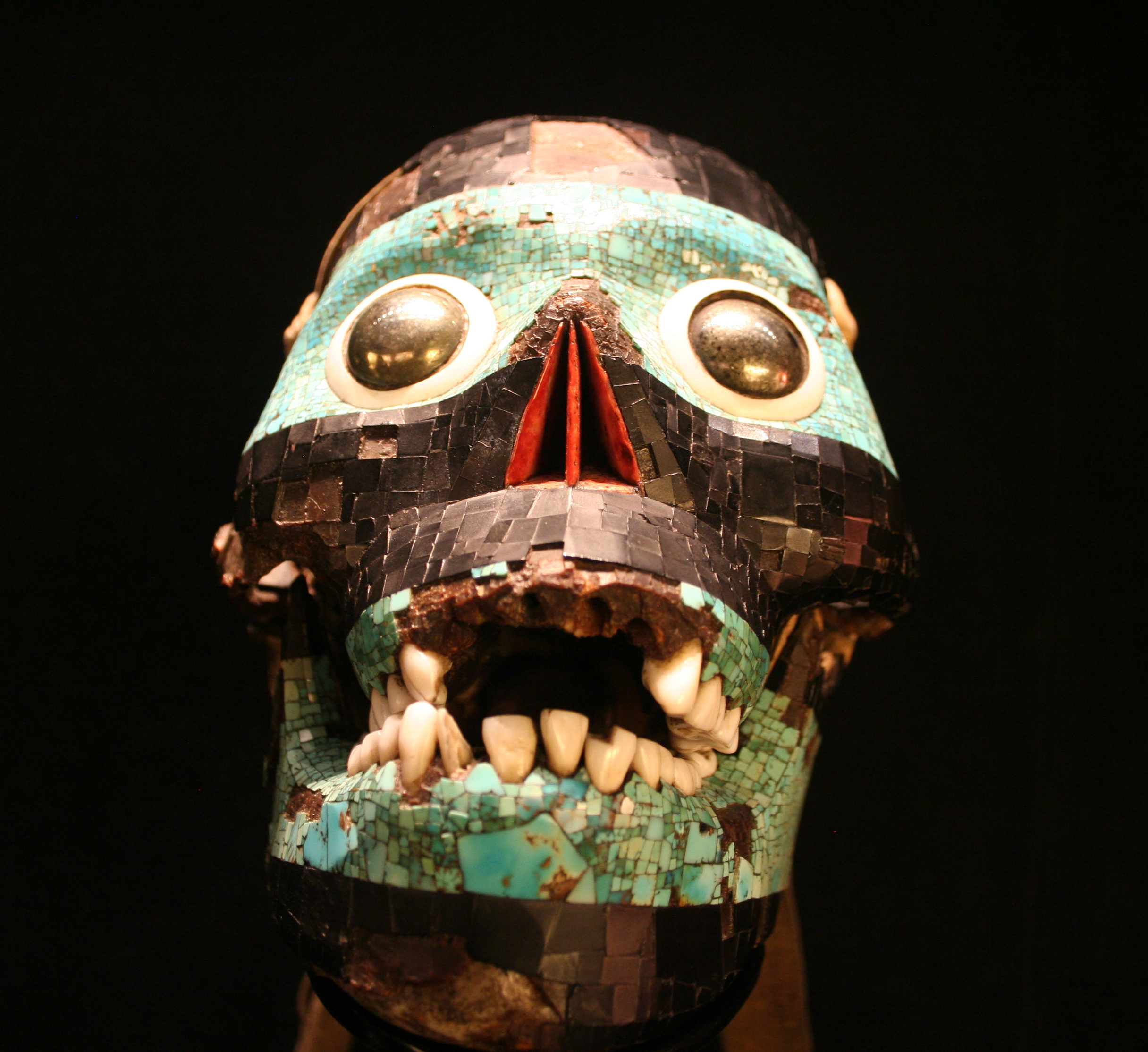
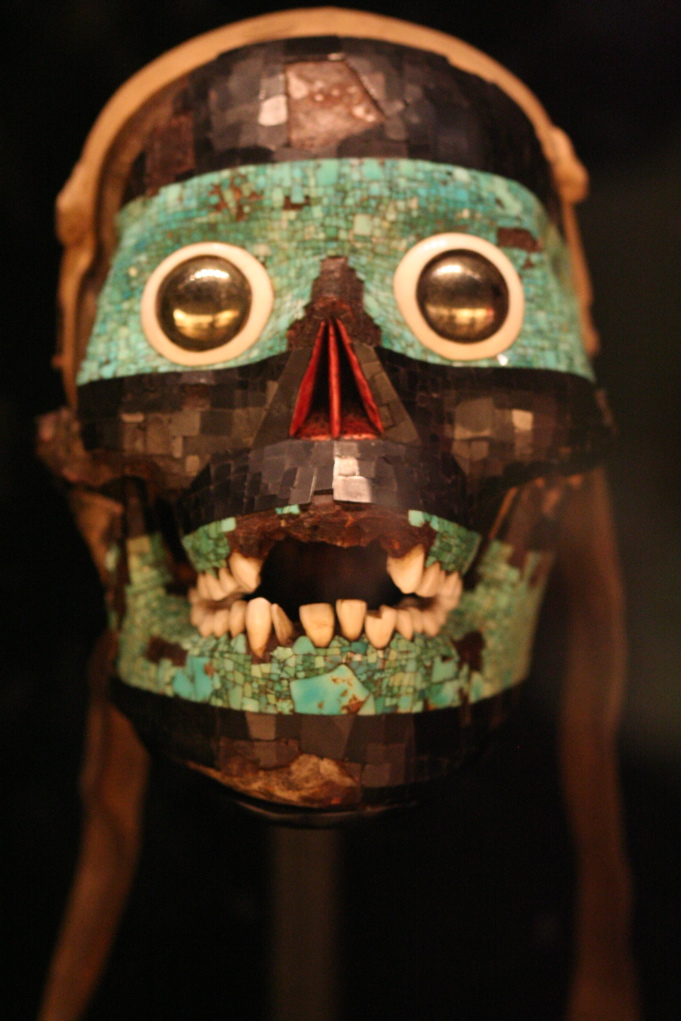
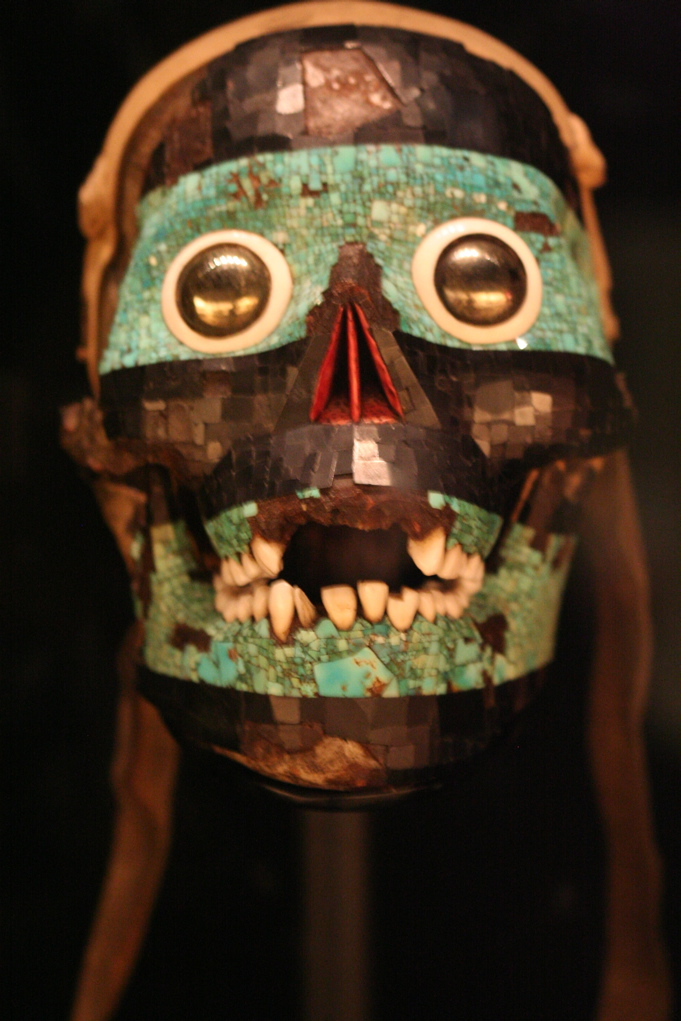
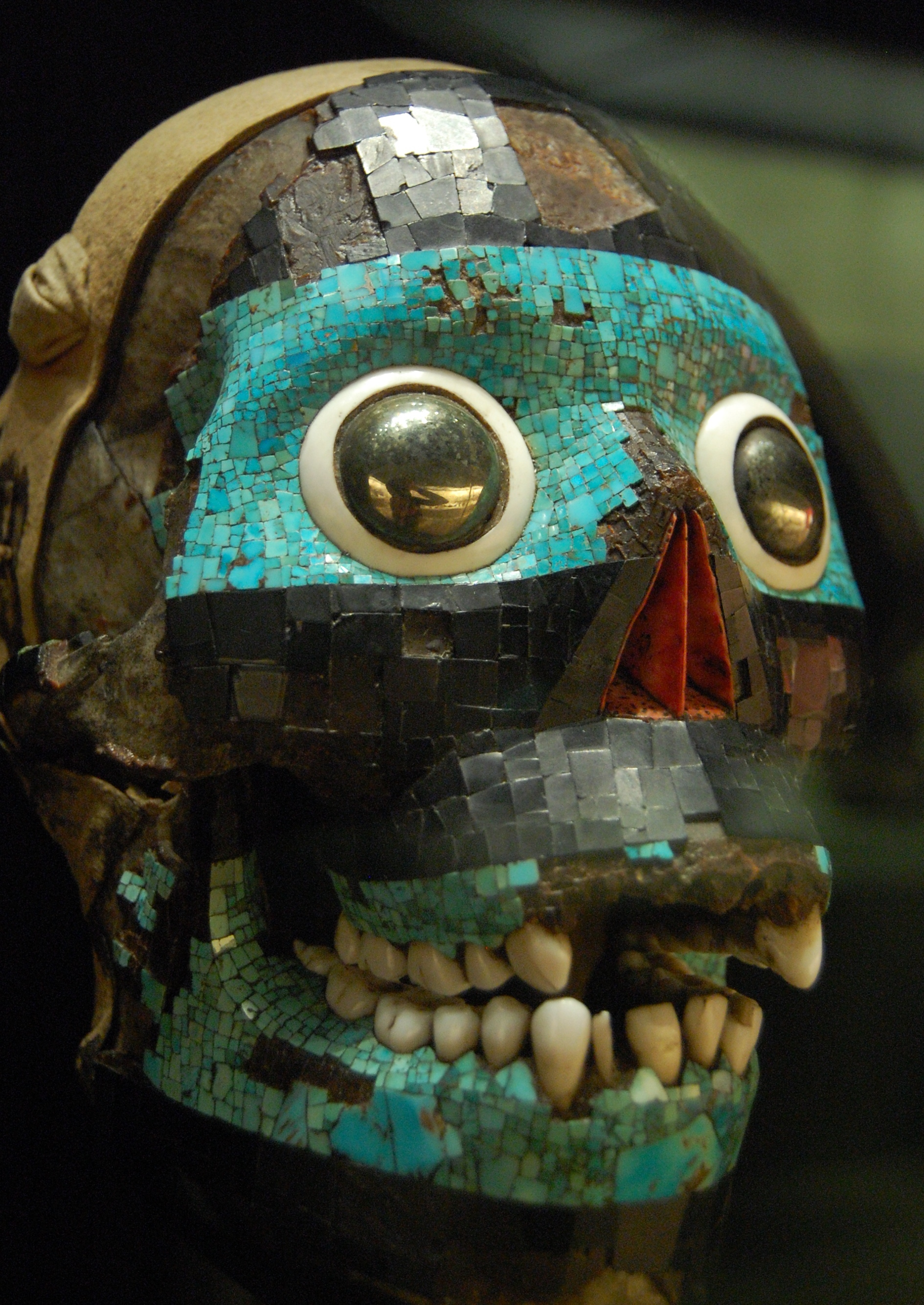
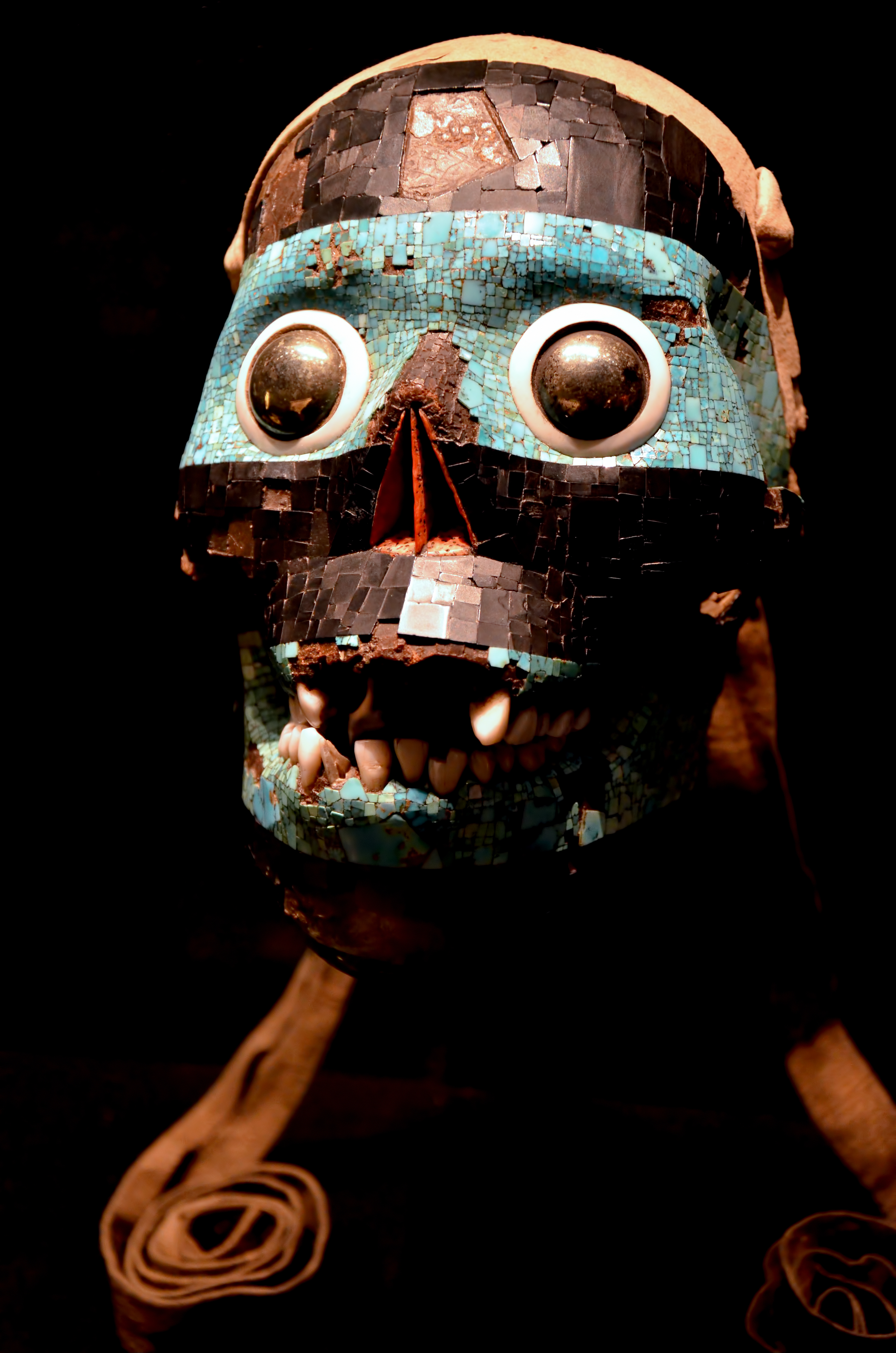
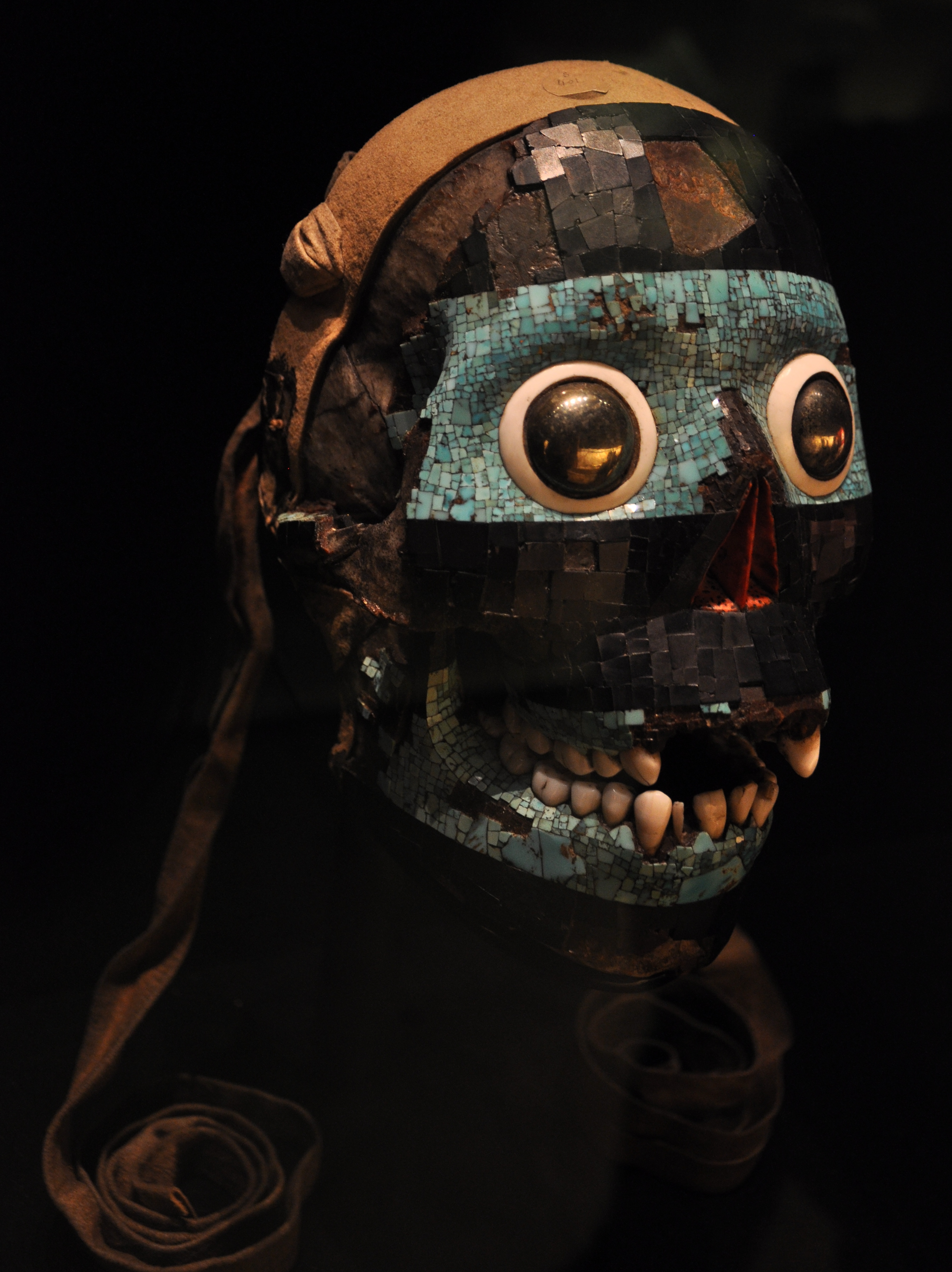
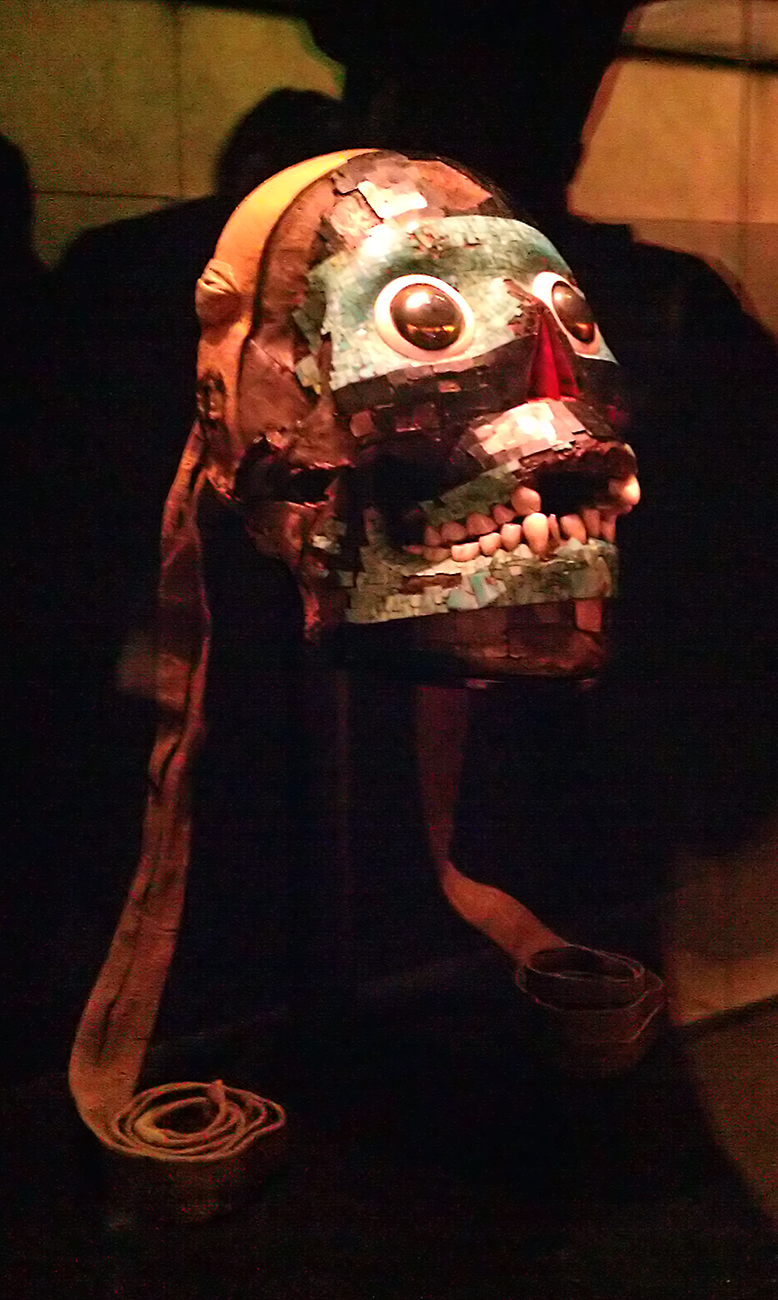